# Wereldkampioenschap beachkorfbal
Het wereldkampioenschap beachkorfbal is een internationaal toernooi voor landenteams in de discipline beachkorfbal. Deze variant van korfbal wordt ook door het IKF georganiseerd en is een relatief nieuwe variant van korfbal.
Sinds 2022 worden er wereldkampioenschappen gehouden met een mondiaal deelnemersveld.

## Geschiedenis
Beachkorfbal werd rond 2000 geintroduceerd in het korfballandschap. Echter duurde het tot 2014 voordat er beweging kwam in de sport.
Vanaf 2014 werd het speltype duiderlijker en attractiever voor internationale wedstrijden. 
In 2017 begon het IKF met het organiseren van een eerste internationale toernooi. Het eerste landentoernooi werd toen gehouden in Den Haag. 
In 2018 startte het IKF met de "IKF Beach Korfball World Cup", een internationaal toernooi voor landenteams. In 2018 was er een editie van Europese teams, in 2019 eentje met Aziatische teams.
Hierna lag het beachkorfbal stil in 2020 en 2021 vanwege de coronapandemie. In 2022 organiseerde het IKF de eerste World Cup op mondiaal niveau , kortom een echt wereldkampioenschap.

## Erelijst
| Jaar | Gastland | Goud      | Zilver         | Brons    |
| ---- | -------- | --------- | -------------- | -------- |
| 2022 | Marokko  | Polen     | Portugal       | België   |
| 2024 | Thailand | Nederland | Chinees Taipei | Tsjechië |

## Medaillespiegel
| Plaats | Land           | Goud | Zilver | Brons | Totaal |
| 1      | Nederland      | 1    | 0      | 0     | 1      |
| 2      | Polen          | 1    | 0      | 0     | 1      |
| 3      | Chinees Taipei | 0    | 1      | 0     | 1      |
| 4      | Portugal       | 0    | 1      | 0     | 1      |
| 5      | België         | 0    | 0      | 1     | 1      |
| 6      | Tsjechië       | 0    | 0      | 1     | 1      |
| Totaal | Totaal         | 2    | 2      | 2     | 6      |